# Tom und Hacke
Tom und Hacke ist ein deutsch-österreichischer Abenteuerfilm aus dem Jahr 2011, dessen Drehbuch aus der Feder von Rudolf Herfurtner stammt. Regisseur Norbert Lechner adaptierte hier Die Abenteuer des Tom Sawyer von Mark Twain und übertrug die Erlebnisse der beiden Roman-Helden Tom Sawyer und Huckleberry Finn in die bayrische Nachkriegszeit von 1948. Der Kinderkrimi feierte am 1. Juli 2012 auf dem 30. Filmfest München seine Premiere. Deutscher Kinostart war der 2. August 2012.

## Handlung
1948: Kriegswaise Tom Sojer wächst nach dem Tod seiner Eltern bei seiner Tante Polli auf. Mit seinem besten Freund Hacke, der in einem stillgelegten Eisenbahnwaggon wohnt, heckt er so manchen Streich aus und raubt seiner Tante damit den letzten Nerv. Während eines
Friedhofsaufenthaltes zu nächtlicher Stunde beobachten sie den einarmigen Kleinganoven Ami Joe, wie er einen Mord begeht und sorgen dafür, dass die Tat nicht ungesühnt bleibt.

## Dreharbeiten
„Durch unser kleines Budget hatten wir keinen großen Etat um Kulissen zu bauen. Ich habe mich daher in Süddeutschland und Österreich auf die Suche begeben. […] Die geeigneten Drehorte waren aber dann weit verstreut, vom Schwarzwald bis nach Braunau am Inn und Passau. Unser Filmteam war während der Dreharbeiten wie ein Wanderzirkus unterwegs.“

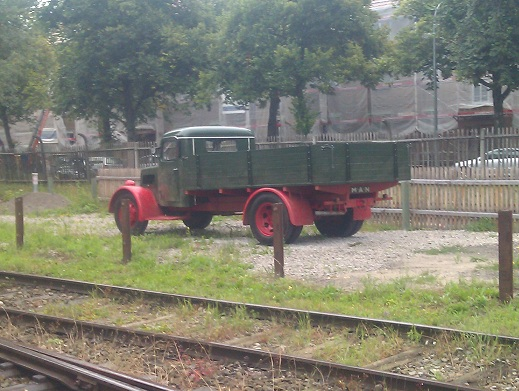
Lastwagen MAN E 2 (Baujahr 1936) wurde als Leihgabe für Dreharbeiten in den Bahnpark Augsburg gebracht

Rund ein Drittel der Aufnahmen entstanden in der Ortenau im Schwarzwald.
Die Schulszenen wurden an drei von insgesamt 45 Drehtagen im Schulmuseum Zell-Weierbach, einem Offenburger Stadtteil, gedreht. Aus dem Rohmaterial wurden 8 Minuten für die Endfassung verwendet. Als Kulisse für die Teufelshöhle (Schmugglerversteck) dienten das ehemalige Silberbergwerk in Haslach-Schnellingen, die Grube Wenzel in Oberwolfach – ebenfalls eine alte Silbergrube – und der Simsonstollen in Kaltbrunn-Wittichen, ein ehemaliges Kobaltbergwerk.
Der Bahnpark Augsburg diente als Kulisse für Hackes Behausung. Die nächtlichen Friedhofszenen wurden auf dem Katholischen Hermanfriedhof in Augsburg und dem Alten Friedhof in Freiburg gedreht. Für die Schlussszene wurde das Passauer Landgericht gewählt.
Bei den Dreharbeiten kam ein Lastwagen MAN E 2, Baujahr 1936, zum Einsatz, der sich noch heute im Besitz der Firma MAN befindet.
„Der steht normalerweise im Münchner Kundencenter des Unternehmens und wurde mit einem Tieflader zum Drehort gebracht“, sagte Bergwerksführer Karl-Heinz Hund dem Schwarzwälder Boten.

## Kritiken
„Und obwohl Lechner Budget-bedingt ohne namhafte Schauspieler wie Heike Makatsch oder Benno Fürmann auskommen muss, legt seine detailverliebte Version der uramerikanischen Lausbubengeschichten viel Charme, Lokalkolorit und hohe Kenntnis einer Epoche, die allmählich in Vergessenheit gerät, an den Tag. […] Wenn man Kritik üben möchte, dann an jenen Dingen, die bereits bei Lechners Vorgängerfilm Toni Goldwascher augenfällig waren: so agieren die ausschließlich aus Laiendarstellern rekrutierten Kinder zwangsläufig oftmals etwas hölzern, hätte manch genuschelter Dialog einer Nachsynchronisation bedurft und wäre der eine oder andere dramaturgische Kniff vonnöten gewesen, um der dahinplätschernden Story zwischen Eisenbahnwaggonidylle und Lagerfeuerromantik mehr Verve und Esprit zu verleihen.“

„Im Film wird in tiefstem bayrischen Dialekt gesprochen und auch die geladenen Nachwuchsschauspieler Julia Forstner […] und Yannik Kuhl […] sind für ungeübte Ohren nicht leicht zu verstehen.“

„Stimmungsvoller, mitunter sehr spannender Jugendfilm, der die klassische Romanvorlage von Mark Twain vom Mississippi in eine bayerische Kleinstadt verlegt und die Handlung ebenso reizvoll wie erkenntnisreich mit einem Kapitel deutscher Geschichte verbindet. Konsequent wird dabei die mundartliche Klangfärbung als konstituierendes ‚Lokalkolorit‘ eingesetzt.“

## Auszeichnungen
- Goldener Spatz 2012 für das beste Drehbuch[5]
- Benedikt Weber als bester Kinderschauspieler 2012 bei den 29. Kinderfilmtagen Ruhrgebiet in Essen[13][14]
- Kinderfilmfest-Publikumspreis beim Filmfest München 2012
- Gilde-Filmpreis 2012, bester Kinderfilm
- Preis der deutschen Filmkritik 2012, bester Kinderfilm